# Hultrasson
Hultrasson is een Belgische stripreeks van de hand van tekenaars Marcel Denis, Marcel Remacle en Vittorio Leonardo en de schrijvers Vicq en Maurice Tillieux. De strip werd gepubliceerd tussen 1964 en 1976 in het stripblad Robbedoes en het Franstalige equivalent Spirou

## Inhoud
Hultrasson is een kleine Noorman die vaak op missie wordt gezonden door zijn Koning Harald-Les-Beaux-Cheveux (Koning Harald-met-z'n-mooie-haren). De slechteriken Dasgemanir en Pa(l)jasson werken hem voortdurend tegen, in hun pogingen om de koning af te zetten. Uiteraard wint Hultrasson steevast. Net zoals in de andere strip van Remacle, Ouwe Niek en Zwartbaard die zes jaar eerder werd gecreëerd, is de held klein en slim en de slechterik groot en dom. De strip doet ook denken aan Asterix, omdat Hultrasson qua karakter en intelligentie niet veel van Asterix verschilt. Pa(l)jasson is vormgegeven naar Yvan Delporte, de toenmalige hoofdredacteur van het tijdschrift Robbedoes / Spirou.

## Albums
| nummer | titel                       | jaar | aamtal pagina's | publicatie in Robbedoes / Spirou |
| ------ | --------------------------- | ---- | --------------- | -------------------------------- |
| 1      | Maak me bang, viking !      | 1965 | 44              | Robbedoes nr. 1351-1372          |
| 2      | Hultrasson bij de Schotten  | 1967 | 44              | Robbedoes nr. 1402-1423          |
| 3      | Hultrasson uit de koers     | 1968 | 44              | Robbedoes nr. 1485-1506          |
| 4      | Vikingen drinken zich braaf | 1974 | 44              | Robbedoes nr. 1824-1843          |

De eerste drie albums (van 1965 tot 1968) zijn gecreëerd door Marcel Remacle en Marcel Denis. Remacle stond in voor de potloodschetsen en Denis voor het inkten. De scenario's van de eerste twee verhalen werden geschreven door Vicq en van het derde verhaal door Tillieux, echter zonder vermelding van hun namen. Na een ruzie tussen Remacle en Denis stopte de reeks tijdelijk en Remacle droeg de rechten over aan de uitgever Dupuis. In 1973 werd de serie nieuw leven ingeblazen door Vittorio Leonardo (tekeningen) en Maurice Tillieux (scenario) met het verhaal Vikingen drinken zich braaf.

## Overige verhalen
Naast deze albums zijn nog twee korte verhalen verschenen die uitsluitend in het tijdschrift Robbedoes zijn verschenen:
- 1967 - Vikingen op het veld (Marcel Remacle-Marcel Denis). 6 pag.; Robbedoes 1519
- 1976 - De vogelberg (Vittorio Leonardo-Maurice Tillieux). 5 pag.; Robbedoes 1965

Ook zijn er twee verhaaltjes in Robbedoes verschenen waarin de slechterik Dasgemanir de hoofdrol speelt:
- De staf van de toverheks (Marcel Remacle-Marcel Denis). 6 pag.; Robbedoes 1458
- Samson de rode (Marcel Remacle-Marcel Denis). 6 pag.; Robbedoes 1478